# تعلقه میرپور ماتیلو
تعلقه میرپور ماتیلو (به انگلیسی: Mirpur Mathelo Taluka) یک تعلقه یا تحصیل در پاکستان است که در ایالت سند واقع شده‌است.